# Julia Hickelsberger-Füller
Julia Hickelsberger-Füller, née le 1er août 1999 à Sankt Pölten en Autriche, est une footballeuse internationale autrichienne jouant au poste de milieu de terrain au TSG 1899 Hoffenheim.

## Biographie

### En club
Julia Hickelsberger-Füller commence le football en 2006 avec l'équipe de jeunes du SV Neulengbach, puis avec l'équipe réserve  de ce club à partir de 2014 et dans l'équipe première de première division autrichienne à partir de 2017. Au mercato hivernal 2018-2019, elle signe au SKN Sankt Pölten et remporte deux fois la D1 autrichienne. Au mercato d'été 2022, elle part en première division allemande au TSG 1899 Hoffenheim.
Elle est élue footballeuse de l'année 2022 en Autriche.

### En sélection
Julia Hickelsberger-Füller est dans un premier temps sélectionnée avec les moins de 19 ans de l'équipe d'Autriche. Elle honore sa première sélection en équipe d'Autriche contre le Nigeria lors du tournoi de Chypre en février 2019.
Elle fait partie de l'effectif qui participe à l'Euro 2022, où l'Autriche termine en quarts de finale. Elle y joue lors de tous les matchs, mais pas les 90 minutes.

## Palmarès
- SKN Sankt Pölten
  - Vainqueure du championnat d'Autriche en 2021 et 2022